# 岡崎徹
岡崎 徹（おかざき とおる、1948年12月3日 - ）は、日本の元俳優、元歌手。本名は同じ。旧芸名は片岡義昌。
長崎県長崎市出身。長崎県立長崎北高等学校卒業。太陽プロモーションに所属していた。

## 人物
3人兄妹で、妹が2人いる。少年時代は絵画が得意で、小学校で開催された模型飛行機のコンテストで入賞したことがあると父は述懐している。
高校卒業後、友人の紹介で上京。日活の研究生、歌手・水原弘の付き人を経て、モデルとして活動する一方で作曲家の北原じゅんに師事し、1971年に片岡義昌の芸名でシングル「心に準備のない私」で歌手デビューするが、ヒットには至らず芸名を本名に戻して東映のオーディションに合格した。
1972年、『不良番長 のら犬機動隊』で俳優デビューし、同じく不良番長シリーズの『一網打尽』にも出演。1974年、日活制作のアクションドラマ『電撃!! ストラダ5』で主役のペガサス / 堀田貫介を演じたほか、同年放送の『仮面ライダーアマゾン』の主役であるアマゾン（山本大介）役に抜擢された。
その後、ドラマ『非情のライセンス』の撮影中にオートバイで転倒し、右足複雑骨折という重傷を負ってしまい、長期入院後は芸能界に復帰せず引退する。長崎に帰郷して父とともに釣りに出かけるなど3年ほどの療養生活を送り、知人の勧めで福岡市でスナック「a&b」を経営していたが、後に閉店した。
その間、1986年に書籍『仮面ライダー大全集』にコメントを寄せ、1991年のイベント「仮面ライダーワールド」に出席したが、「a&b」閉店後は所在がつかめなくなった。1999年に刊行された歴代仮面ライダー主演俳優のインタビュー本『不滅のヒーロー 仮面ライダー伝説』には両親がインタビューに応じている。
2005年に自伝本『アマゾンから帰った男』（星雲社）を出版。それに合わせ、同年8月28日に開催された「第13回東京トイフェスティバル」に登場し、健在ぶりをアピールした。この時に「芸能界に戻るつもりはない」と語っているが、何度か自身の出演作品に関するインタビューには応じている。
2010年7月4日に開催されたスーパーフェスティバル「特撮アーカイブ」サイン会に参加。久しぶりに公の場に登場した。
2011年7月17日と7月18日には、『仮面ライダー40周年記念 ライダー大集合!』に参加。
2012年2月5日に開催された「昭和のヒーロー 荒木しげるvs岡崎徹 トークショー」に出演。『電撃!! ストラダ5』出演当時の裏話や歌を披露した。
2012年10月6日の速水亮のブログには、佐々木剛の経営する居酒屋に速水と訪れた様子が掲載されている。
2017年8月5日には、バラエティ番組『こんなところにあるあるが。土曜・あるある晩餐会』（テレビ朝日）の歴代仮面ライダー俳優特集に出演。一時はファンの間で死亡説が流れたこともあったといい、約42年ぶりの全国ネット番組である今回について、藤岡弘、が出演することを聞いて自身も出演すると決めたと語った。『アマゾン』最終話当時と同様の白いスーツ姿で収録に臨み、藤岡と握手する姿や「今日もアマゾンからやって参りました」と挨拶する姿が、他のスタジオゲストたちの感動を呼んだ。また、収録では藤岡や倉田てつをらと共に撮影当時の苦労話（仮面ライダーアマゾン#撮影も参照）を語った。
2021年7月13日には、バラエティ番組『林修の今でしょ!講座 2時間SP』（テレビ朝日）の歴代仮面ライダー俳優特集にリモート出演した。
2025年4月25日、女優のひし美ゆり子と結婚することがひし美から発表された。5月23日、熊本県葦北郡芦北町役場に婚姻届を提出した。

## エピソード
1971年の歌手デビューに際しての紹介記事では「歌をヒットさせてから、もう一度映画をやってみたい」と述べている。1972年の『不良番長』出演時のプロフィールでは、「ラッキーなスタートでも、これからが大変だと覚悟はしている」と述べており、「アラン・ドロンに挑戦する意気込みである」と紹介されている。
『仮面ライダーアマゾン』への出演はオーディションではなく、東映の渡邊亮徳の推薦によるものであった。しかし、雑誌では「500人を超えるオーディションで選ばれた」と掲載されたこともあったという。
『アマゾン』は所属事務所を通してのオファーで決定したが、それ以前の『電撃!! ストラダ5』の主演時に作品が短命に終わったことに責任を感じており、特撮番組の主演に抵抗があったことから当初は断っていた。しかし、梅宮辰夫にそのことを相談したところ、梅宮自身も子供番組の出演経験があったために叱責を受けた。結局、自身が『ターザン』や『狼少年ケン』が好きであったこともあり、「ターザンのような異色の仮面ライダー」ということで「これなら演ってみたい」という衝動に駆られ主演を決心したと語っている。「裸を見せる」ということでクランクイン前に、プールに連日通って泳いでいた。
『アマゾン』撮影時、三浦半島のロケ時に集合時間に数分間に合わずに遅刻してしまい、連絡ミスからロケバスが自身を置いて出発したことに憤慨したことがある。その後は、スタッフの車に同乗して撮影所に通うことになった。
『アマゾン』撮影時のコスチュームは第9話まで腰蓑1枚で、インタビューでは「林の中で撮影するシーンなどが多かったことから、やぶ蚊が最大の敵だった」「体毛が濃くなった」などと回想している。撮影にあたっては、映画『燃えよドラゴン』を参考にしており、ブルース・リーも上半身裸姿であったことから、裸での演技には違和感はなかったと述べており、後半ではベストを着用するようになるが、「裸で通したかった」と述べている。また、最終回で着用した白のスーツは自前であった。
オートバイには高校生時代から無免許で乗っており、小学生時代にも教師のスーパーカブを運動場で走らせてもらっていたという。『アマゾン』出演決定後に受けた研修では、「今までの仮面ライダー俳優の中で抜群」と評されていた。
当時の自身の演技については半人前であったと述べており、共演した子役の松田洋治に助けられていたと感じていたという。
岡崎の母は書籍『仮面ライダー伝説』のインタビューの中で、所属事務所から復帰を促す電話が何度もあったものの、岡崎は断り続けていたと述べている。
帰郷後には知人の息子から「誰にも言わないから変身してみせて」とせがまれたが、「ベルトを撮影所に置いてきたから出来ないよ」と断ってしまったため、後年には「その少年の寂しそうな表情を未だに忘れられない」とも語っている。

## 出演

### テレビドラマ
- 電撃!! ストラダ5（1974年4月5日 - 6月28日、NET） - 主演・ペガサス / 堀田貫介
- 白い牙  第1話「悪徳刑事・有光洋介」 - 第4話「愛憎悲歌（エレジー）・有光洋介」・第6話「事件渡世・有光洋介」（1974年4月6日 - 27日・5月11日、NTV） - 吉川刑事
- 大河ドラマ 勝海舟 第19回「大獄」（1974年5月12日、NHK） - 小曽根正樹
- 仮面ライダーシリーズ（MBS・TBS系） - 山本大介（アマゾン） / 仮面ライダーアマゾン
  - 仮面ライダーアマゾン（1974年10月19日 - 1975年3月29日） - 主演
  - 仮面ライダーストロンガー 第36話「三人ライダー対強力デルザー軍団」・最終話「さようなら! 栄光の七人ライダー!」（1975年12月6日・27日）
  - 全員集合!7人の仮面ライダー!!（1976年1月3日）
- 刑事くん 第3部 第36話「青春に乾杯!」（1975年7月14日、TBS）
- Gメン'75 第21話「ニューヨーク市警 黒人刑事」（1975年10月11日、TBS） - 秀島（まりの弟）

### ラジオドラマ
- 空想労働シリーズ サラリーマン 第8話（最終話）（2023年10月10日、RKBラジオ） - 種蒔く男（トモダチ出演）[29][30]
  - 帰りたいサラリーマン 第8話（最終話）（2024年10月12日、RKBラジオ） - 種蒔く男[31]

### 映画
- 不良番長シリーズ（東映） 
  - 不良番長 のら犬機動隊（1972年4月26日） - ゴーカン
  - 不良番長 一網打尽（1972年9月14日） - 金庫
- 男組（1975年9月20日、東映） - 阿部
- さらば夏の光よ（1976年3月13日、松竹） - 平岡[注釈 5]

## 音楽

### シングル
- 心に準備のない私 / 愛の古巣 （東芝、1971年） ※片岡義昌名義
- 角のスナック / 教会のある街 （テイチク、1974年）
- 長崎の雨はどんな雨 / あいつの涙 （テイチク、1975年）

## 著書
- アマゾンから帰ってきた男―その自伝と友人達の証言 （星雲社、2005年）
- アマゾンから帰ってきた男 別冊 岡崎徹出演作品関係者インタビュー （星雲社、2005年）